# Юсуф Хаджи ал-Губдани
Юсуф Хаджи ал-Губдани (II пол. XVIII в., Губден — I пол. XIX в. Губден) — мусульманский ученый и медик, мулла.

## Биография
Юсуф Хаджи был соратником шейха Магомеда Ярагского. По национальности даргинец. 
Он является автором переведенной с арабского на губденский диалект даргинского языка книги «Книга лекарств Лукмана ал-Хакима», которая сыграла большую положительную роль в деле зарождения в Дагестане медицинской науки. Профессору Магомед Абдуллаевичу удалось обнаружить несколько копий медицинского трактата Юсуфа Хаджи, свидетельствующая о знании автором анатомии и многих клинических наук. Он написан в 1833 году.
Выдающийся деятель мюридизма, уже в 1825 году пользовавшийся известностью в горном Дагестане, мулла Хаджи-Юсуф из Губдена.
Назир ад-Дургели пишет: 
Хаджжи Йусуф из Губдена. Искусный в науках, достойный ученый. У него были способности к поэзии и прозе. Он жил в двенадцатом веке, был современником шейха Мухаммада ал-Йараги, которого Йусуф похвалил.